# Ladurée
Ladurée (pronúncia em francês: [la.dy.ʁe]) é uma marca francesa de bolos e sobremesas. É conhecida como a inventora do macaron de dois andares.

## Lojas
A Ladurée tem lojas nas seguintes cidades (dados de dezembro de 2012):

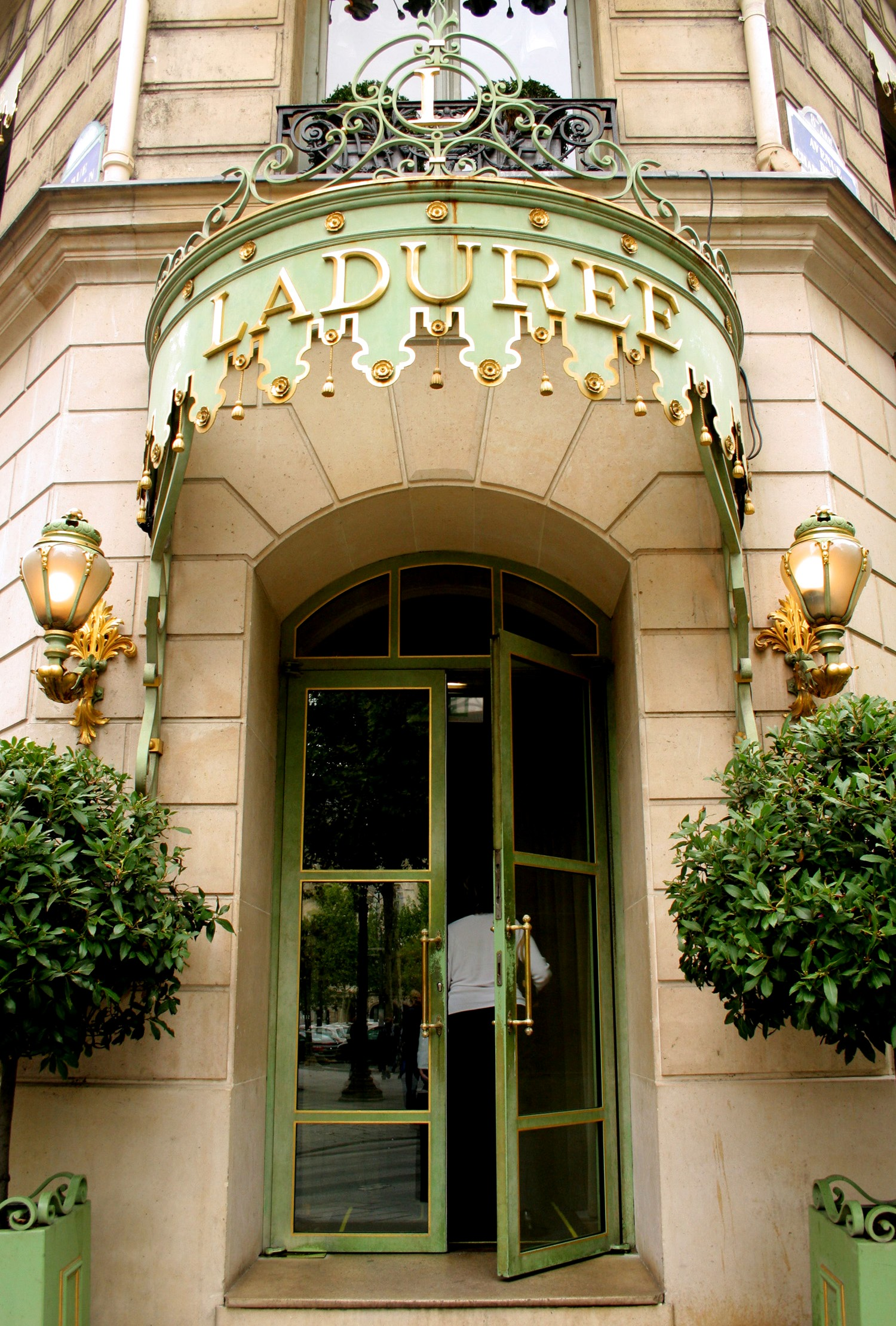
Entrada da loja Ladurée na Champs-Élysées, em Paris.

| Europa - Crans-Montana (1) - Dublin (1) - Genebra (4) - Lausanne (1) - Londres (4) - Luxemburgo (1) - Milão (2) - Mônaco (1) - Paris (5) - Roma (1) - Estocolmo (1) - Zurique (1) | Resto do mundo - Beirute (1) - Casablanca (1) - Dubai (1) - Hong Kong (1) - Kuwait (1) - Miami (1) - Nova York (1) - Quioto (1) - Riyadh (1) - São Paulo (1) - Seoul (1) - Sydney (1) - Tóquio (5) - Vancouver (1) - Yokohama (1) |